# Патерно (Сицилия)
 Тази статия е за града в Сицилия.  За градчето в Базиликата вижте Патерно (Базиликата).  
Патерно̀ (на италиански: Paternò, на сицилиански Patennò, Патено) е град и община в Южна Италия, провинция Катания, автономен регион и остров Сицилия. Разположен е на 225 m надморска височина. Населението на общината е 49 616 души (към 2011 г.).